# Oblężenie Tuły
Oblężenie Tuły (ros. Осада Тулы) – decydujące starcie zbrojne mające miejsce w 1607 roku pod Tułą, stoczone w czasie antyfeudalnego powstania chłopskiego dowodzonego przez Iwana Bołotnikowa.
Straty ponoszone w prowadzonych walkach (pomimo kilku zwycięstw odniesionych nad wojskami carskimi) osłabiły siły Bołotnikowa, dlatego zdecydował o wyruszeniu powstańców w kierunku Tuły, aby połączyć się z wojskami carewicza Piotra (Ilja Gorczakow). To spowodowało, że wojska dowodzone przez cara Wasyla Szujskiego również wyruszyły na Tułę i rozpoczęły jej oblężenie. Pomimo chorób i głodu powstańcy nie ulegli atakom wojsk Szujskiego. Oblężenie trwało około czterech miesięcy, a o kapitulacji twierdzy zadecydowało zbudowanie tamy na rzece Upa i zalanie Tuły. W czasie pertraktacji ustalono, że powstańcy po złożeniu broni będą mogli odejść wolno a przywódcy nie zostaną ukarani.  Car Wasyl Szujski nie dotrzymał jednak złożonej obietnicy, wielu powstańców zostało zabitych, wśród nich i obaj przywódcy. Ilja Gorczakow poniósł śmierć w Moskwie, a Iwan Bołotnikow w Kargopolu, gdzie po oślepieniu został utopiony w przerębli.